# Sherbournia buccularia
Sherbournia buccularia är en måreväxtart som beskrevs av Nicolas Hallé. Sherbournia buccularia ingår i släktet Sherbournia och familjen måreväxter. Inga underarter finns listade i Catalogue of Life.